# Давыдько, Геннадий Брониславович
Генна́дий Бронисла́вович Давы́дько (бел. Генадзь Браніслававіч Давыдзька, род. 29 сентября 1955, Сенно, Витебская область, Белорусская ССР, СССР) — белорусский государственный и политический деятель, пропагандист, актёр театра и кино и телеведущий. Заслуженный артист Республики Беларусь (1999).
Являлся депутатом Палаты представителей Национального собрания VII созыва, в прошлом — руководитель Белтелерадиокомпании (НГТРК), депутат Палаты представителей III—IV созывов, член Совета Республики Национального собрания и председатель Республиканского общественного объединения «Белая Русь». В период 2019—2024 годов, являясь депутатом, также являлся председателем Постоянной комиссии по правам человека, национальным отношениям и членом Совета Палаты представителей.

## Биография
В 1977 году окончил Дальневосточный педагогический институт искусств, актёр драматического театра и кино. В 1992 году окончил Белорусскую государственную академию искусств, по специальности — режиссер драмы. Заслуженный артист Республики Беларусь (1999), лауреат премии Федерации профсоюзов. Является автором программ и ведущим на Белорусском телевидении.
С 1978 до 1980 годы служил в Советской Армии. С 1977 году начал трудовую деятельность в Оренбургском областном драматическом театре имени М. Горького. С 1980 по 1982 годы работал актером Могилёвского областного театра драмы и комедии имени В. Дунина-Марцинкевича, актёром Национального академического театра имени Я. Купалы (до 2004 года).
В 1995 году основал театр «Бульвар смеха». 17 октября 2004 года баллотировался кандидатом в депутаты Палаты представителей Национального собрания Республики Беларусь третьего созыва, по результатам выборов в своём Купаловском округе № 94 получил 24 022 голоса избирателя (56,6 % от общего количества). Избравшись депутатом, был членом Постоянной комиссии по образованию, культуре, науке и научно-техническому прогрессу (2004—2008 годы). Депутат Парламентского Собрания Союза Беларуси и России, председатель Комиссии по информационной политике. Член общественно-консультативного совета при Администрации Президента Республики Беларусь. Председатель совета фонда Президента Республики Беларусь по поддержке культуры и искусства. Председатель ассоциации общественных объединений «Белорусский конфедерация творческих союзов». Заместитель председателя Постоянной комиссии Палаты представителей Республики Беларусь по правам человека, национальным отношениям и средствам массовой информации. В 2004 году присвоено почётное звание «Минчанин года».
28 сентября 2008 года был переизбран депутатом Палаты представителей четвёртого созыва от Свислочского избирательного округа № 94. По результатам голосования получил 21 369 голосов избирателей (55,98 % от общего числа). В новом созыве являлся заместителем председателя Постоянной комиссии Палаты представителей Национального собрания по правам человека, национальным отношениям и средствам массовой информации.
28 декабря 2010 года был назначен руководителем НГТРК Республики Беларусь. В 2011 году вместе с другими влиятельными сотрудниками и руководителями государственных СМИ Беларуси был включен в санкционный список Европейского союза, в связи с волной арестов после президентских выборов 2010 года. Геннадию Давыдько был запрещён въезд на территорию стран ЕС, а активы подлежали замораживанию. Согласно позиции Европейского совета Геннадий Давыдько: «описывая себя как „авторитарного демократа“, нёс ответственность за распространение по телевидению государственной пропаганды, которая поддерживала и оправдывала репрессии против демократической оппозиции и гражданского общества после выборов в декабре 2010 года. Демократическая оппозиция и гражданское общество систематически показывались в негативном и унизительным виде, используя сфальсифицированное информацию». В 2016 году санкции и ограничения были сняты. В том же году выступил по телевидению с рядом обвинений негосударственной прессы, утверждая, что она работает на распад государства.
Под его руководством по государственному телевидению был показан скандальный фильм «Железом по стеклу», с текстами которого, как заявил Давыдько «я полностью согласен».
19 января 2018 года Геннадий Давыдько избран председателем пропрезидентского общественного объединения «Белая Русь».
6 февраля 2018 года Президент А. Лукашенко снял Геннадия Давыдько с должности руководителя Белтелерадиокомпании. В тот же день назначен членом Совета Республики Национального собрания Беларуси 6-го созыва.
На парламентских выборах, прошедших 17 ноября 2019 года, баллотировался в Палату представителей Национального собрания Республики Беларусь 7-го созыва по Восточному избирательному округу № 107. По результатам голосования кандидат Давыдько набрал 24 395 голоса (58,3 % от общего количества голосов избирателей). В Палате представителей занял должность председателя Постоянной комиссии Палаты представителей по правам человека, национальным отношениям и средствам массовой информации. В конце января 2020 года возглавил рабочую группу по изучению вопроса об отмене смертной казни. Ранее Давыдько неоднократно высказывался в поддержку смертной казни. В 2014 году Давыдько призвал расстреливать торговцев спайсами. В августе 2019 года высказывался против очередного референдума по отмене смертной казни заявив, что достаточно референдума, который прошёл в 1996 году.
21 июня 2021 года был снова внесён в санкционный список Евросоюза. 6 июля 2021 года к июньскому пакету санкций ЕС присоединились Албания, Исландия, Лихтенштейн, Норвегия, Северная Македония, Черногория, 7 июля в свой санкционный список Давыдько внесла Швейцария.
9 августа 2021 года также был внесён в список специально обозначенных граждан и заблокированных лиц США.

### Личная жизнь
Женат, имеет дочь.

## Депутатская деятельность
В 2021 году поддержал следующие законопроекты:
- «О недопущении реабилитации нацизма»
- «Об изменении законов по вопросам противодействия экстремизму»
- «Об изменении законов по вопросам средств массовой информации»
- «Об изменении кодексов по вопросам уголовной ответственности»
- «Об изменении законов по вопросам адвокатской деятельности»
- «Об изменении законов по вопросам обеспечения национальной безопасности Республики Беларусь»
- «Об изменении законов по вопросам трудовых отношений»
- «Об изменении Закона Республики Беларусь «О массовых мероприятиях в Республике Беларусь»
- «Об изменении Закона Республики Беларусь «О государственной защите судей, должностных лиц правоохранительных и контролирующих (надзорных) органов, сотрудников органа государственной охраны»
- «Об изменении Закона Республики Беларусь «О Следственном комитете Республики Беларусь»
- «О защите персональных данных».

## Фильмография
| Год  | Фильм                     | Роль                   |
| ---- | ------------------------- | ---------------------- |
| 1983 | Дело для настоящих мужчин | Антон Фролов           |
| 1985 | Мама, я жив               | партизан               |
| 2000 | В августе 44-го...        | полковник              |
| 2001 | Поводырь                  | декан                  |
| 2002 | Закон                     | Поливанов              |
| 2003 | Анастасия Слуцкая         | князь Семён Олелькович |
| 2010 | Брестская крепость        | Новиков                |
| 2010 | Журов-2                   | Зеленский              |
| 2011 | ПираМММида                | министр                |

## Награды
- Награжден медалью Франциска Скорины (2005), премией Федерации профсоюзов Республики Беларусь, Почётной грамотой Национального собрания Республики Беларусь, Гран-при 1-го Всебелорусского фестиваля народного юмора, Гран-при Международного фестиваля сатиры и юмора в номинации «писатель, сатирик», Гран-при Международного фестиваля вечерних развлекательных программ стран СНГ и Балтии (за создание телецикла «Наливай»).
- Удостоен почётного звания «Заслуженный артист Республики Беларусь» (1999)[21].
- Почётный знак «За заслуги в развитии культуры и искусства» (26 ноября 2015 года, Межпарламентская ассамблея СНГ) — за значительный вклад в формирование и развитие общего культурного пространства государств — участников Содружества Независимых Государств, в реализацию идей сотрудничества в сфере культуры и искусства[22]